# Verdura

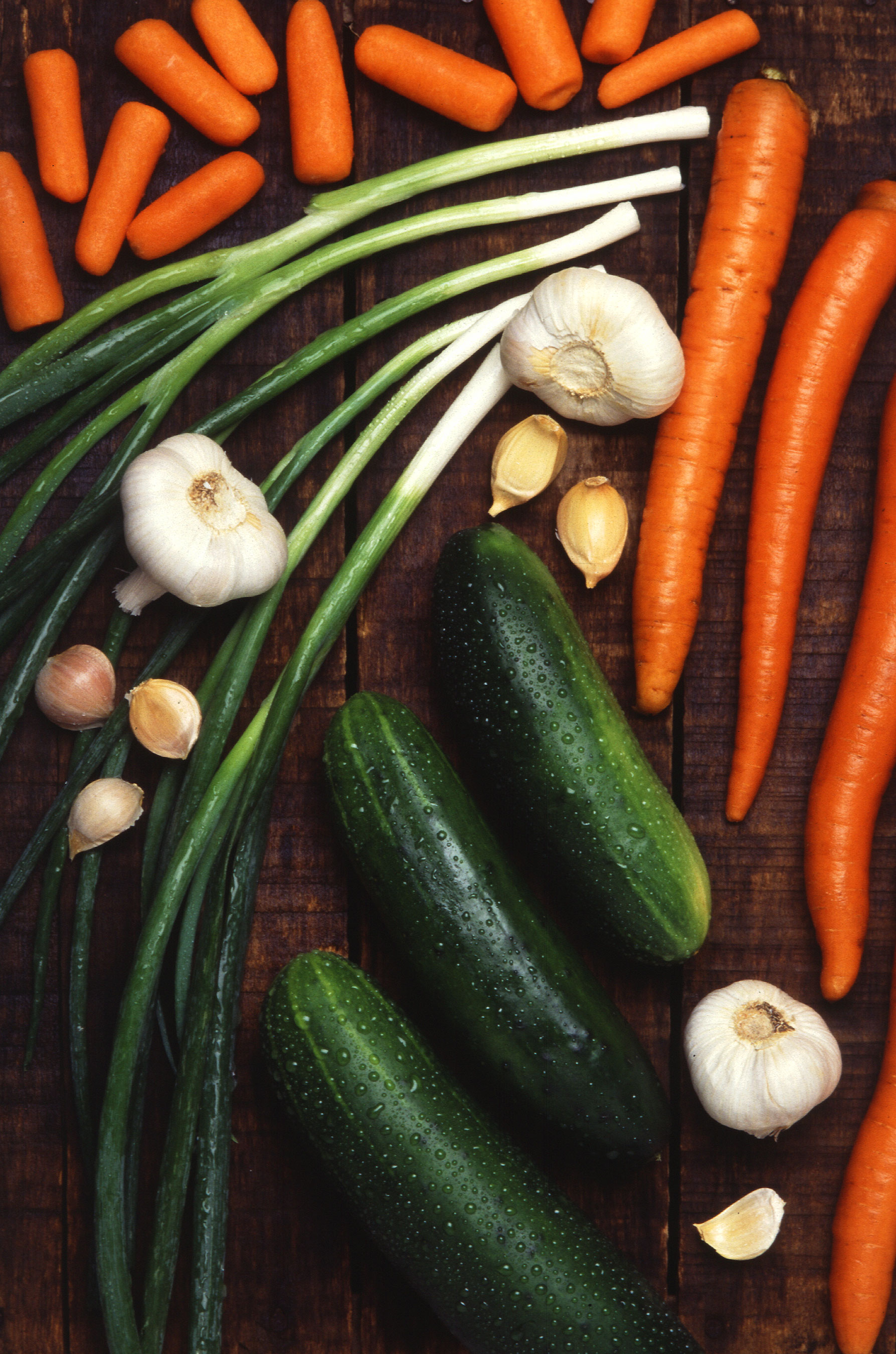
Diferentes verduras: pepino, puerro, zanahoria y ajo.

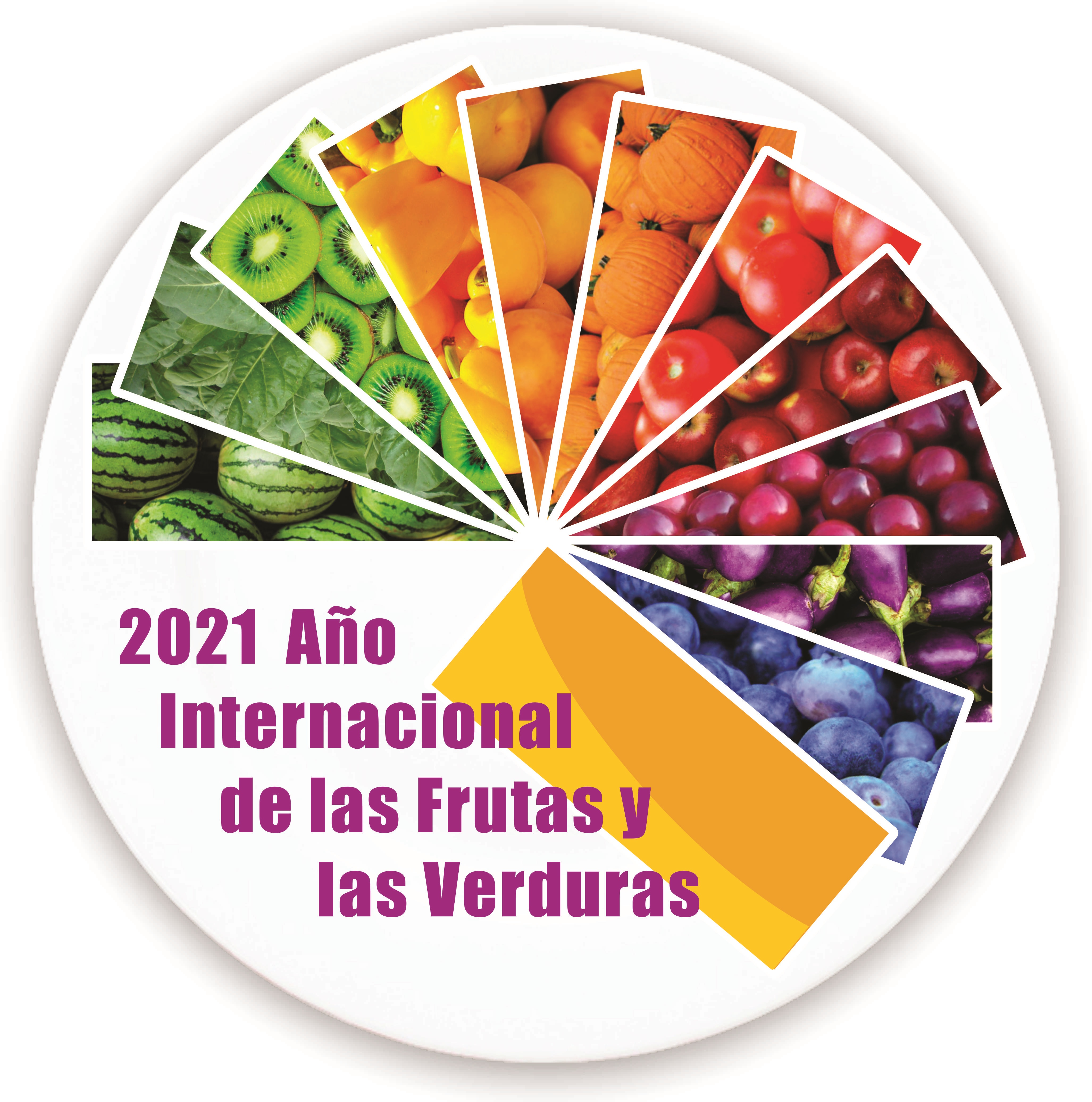
Año internacional de las frutas y las verduras 2021

La verdura es aquella hortaliza cuyo color predominante es el verde. Sin embargo, el uso popular suele extender su significado a otras partes comestibles de las plantas, como hojas, inflorescencias y tallos. El vocablo verdura no es de carácter científico ni botánico, tratándose de una denominación popular con un significado que varía de una cultura a otra, pudiendo en ocasiones ser sinónimo de hortalizas o equivalente a vegetales que no lleven el sabor dulce o ácido de la fruta (de allí que se hable de fruta y verdura).
La verdura es imprescindible para nuestra salud. Al igual que la fruta, sus vitaminas, antioxidantes, nos protegen de enfermedades. Las verduras son una parte importante de todas las estrategias saludables para adelgazar (regímenes, dietas, etc.). La verdura constituye también uno de los elementos más característicos de la dieta mediterránea.
Su principal aporte son las vitaminas, minerales y la fibra. No tienen apenas proteínas ni lípidos, pero sí cierta cantidad de hidratos de carbono. Son la principal fuente de vitamina A y C. La vitamina A va ligada al color amarillo o rojo, y la vitamina C al verde de las hojas.

## Tipos

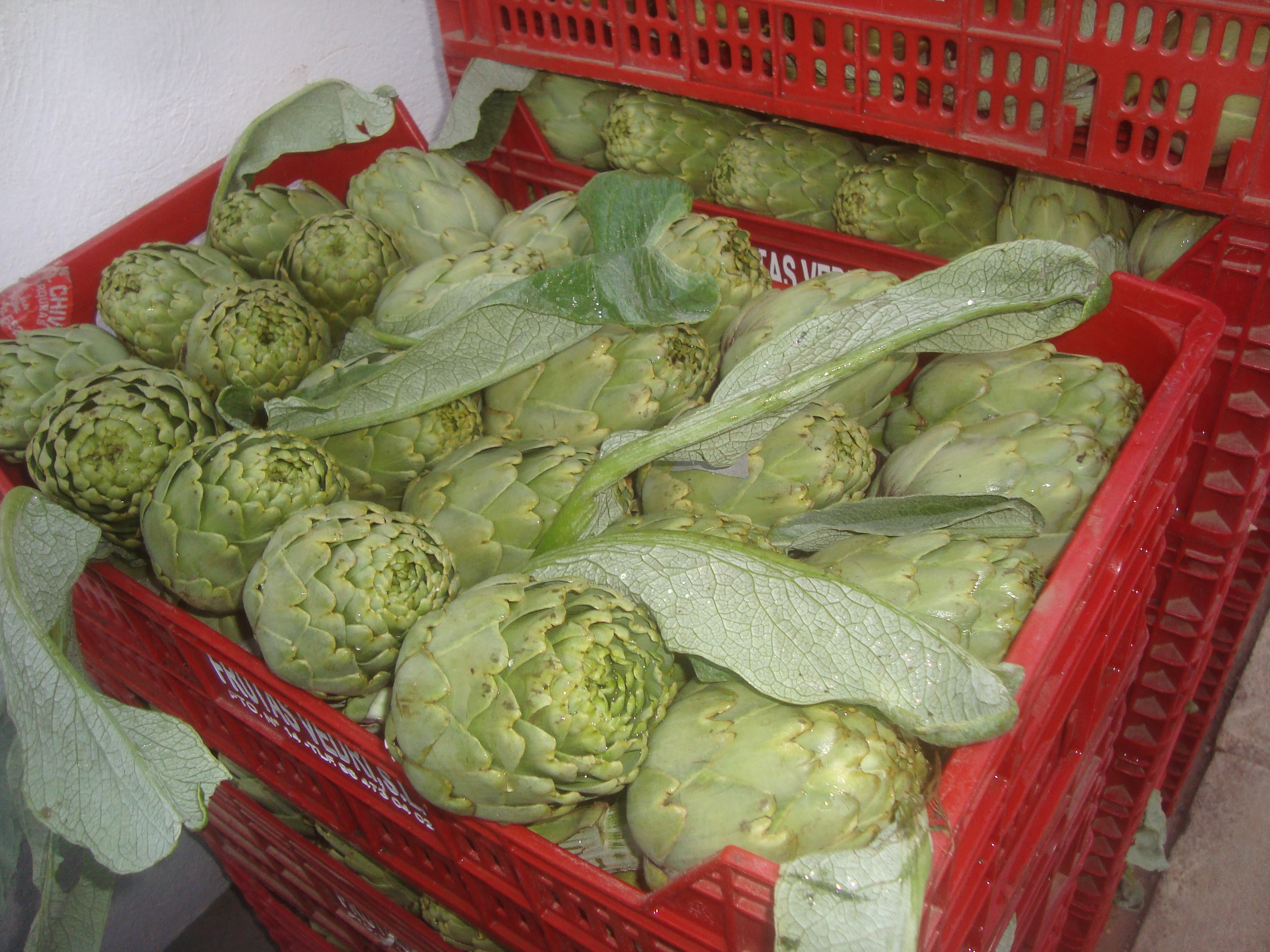
Alcachofas.

Se pueden clasificar las diferentes especies de verduras por la parte de la planta dedicada a la alimentación humana:
- Hoja: acedera, acelga, apio, borraja, cardo, cualquier variedad de col, escarola, espinaca, lechuga, endivia.
- Tallo: puerro, espárrago, apio.

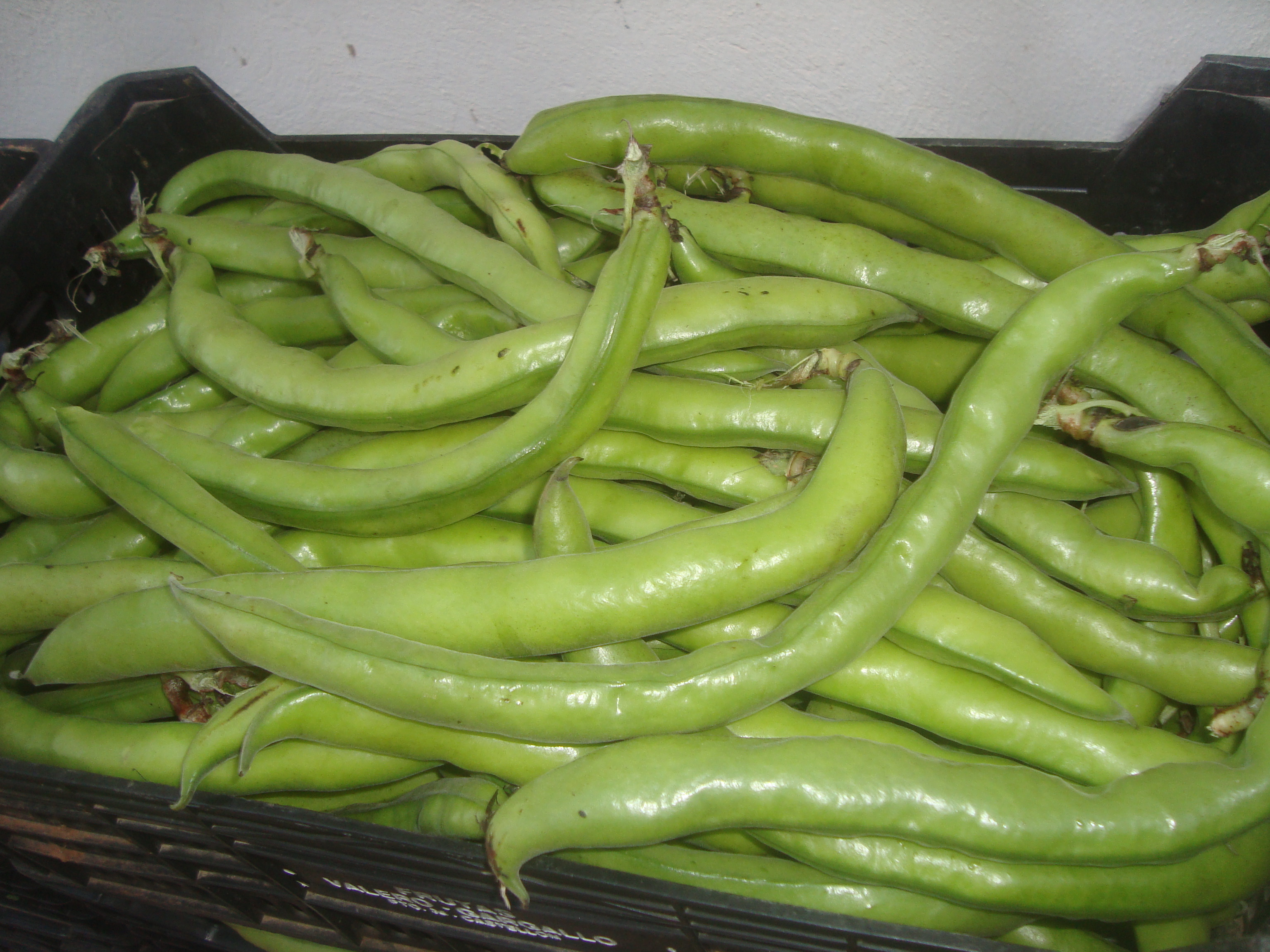
Habas.

- Habas.Inflorescencia (flor o conjunto de flores): alcachofa, brócoli, coliflor.
- Fruto: berenjena, calabacín, calabaza (zapallo, auyama, ahuyama), aguacate/palta, pepino, pimiento, tomate. Es bueno destacar que todos los frutos botánicamente se consideran «fruta», mas al no tener el sabor dulce característico de aquellas se consumen como verduras. Igualmente aplica a la mayoría de las frutas verdes (no maduras) y se dice que esta podría ser la etimología del término.
- Bulbo: ajo, cebolla, colirrábano, hinojo.
- Semilla (legumbres inmaduras o verdes): guisante (o arveja), habas, judía verde (o frijol, o habichuela, o poroto), soja.
- Raíz: nabo, rábano, zanahoria, mandioca (yuca), mafafa (quequisque, malanga, cocoñame, yautía, ocumo), arracacha (apio, zanahoria blanca), chirivía, remolacha.
- Tubérculo: patata (papa), boniato (batata o camote), ñame.
- Cormo: taro (malanga, papa balusa, otoe, yautía coco, ocumo chino).
- Rizoma: jengibre.

## Orígenes

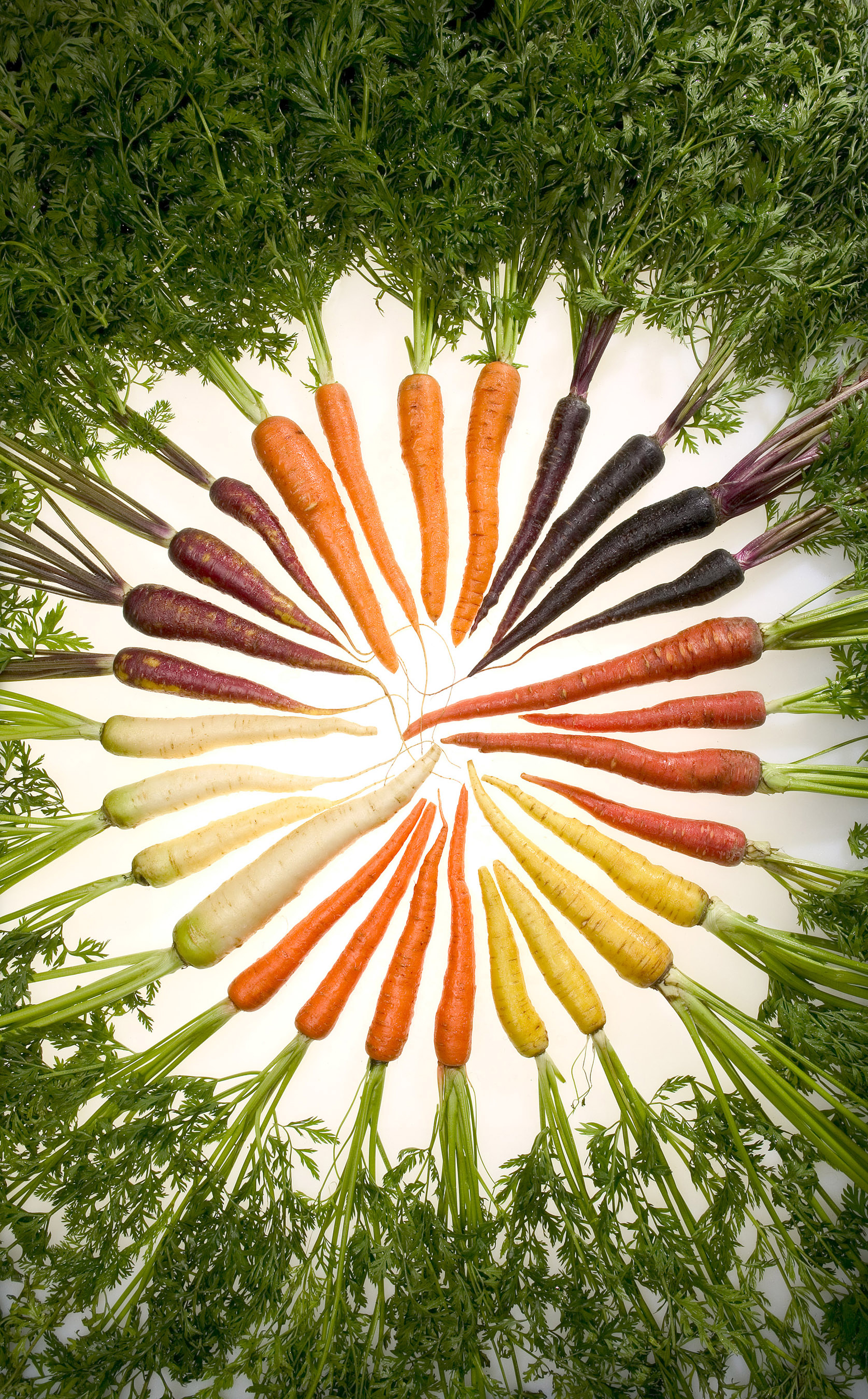
Zanahorias de diferentes tipos y colores.

Las principales verduras proceden de los diferentes continentes (según J. R. Harlan) según esta distribución:
- Suroeste de Asia: ajo, remolacha, zanahoria, coles, lechuga, nabos, cebollas, perejil, puerro, guisantes, rábano.
- África: ñame, quingombó, calabaza de peregrino, caupí.
- Europa: apio.
- China del Norte: col china, calabaza blanca, alcachofa china, jengibre, judía azuki, nabo, rábanos chinos, soja.
- Sureste asiático: berenjena, ñame, taro.
- América del Norte (México): judía de Lima, batata, judía verde, tomate.
- América del Sur (Andes): judía verde, judía de Lima, pimiento, patata, quinoa, tupinambo (aguaturma).

## Historia
Antes del advenimiento de la agricultura, los seres humanos eran cazadores-recolectores. Buscaban fruta comestible, nueces, tallos, hojas, bulbos y tubérculos, además animales muertos y vivos que cazaban para alimentarse. Se cree que la jardinería forestal en un claro de selva tropical es el primer ejemplo de agricultura. Se identificaron especies de plantas útiles y se alentó a que crezcan mientras se eliminaron las especies indeseables. Pronto siguió la mejora mediante la selección de cepas con características deseables, como frutos grandes y de crecimiento vigoroso. Si bien la primera evidencia de la domesticación de pastos como el trigo y la cebada se ha encontrado en la Creciente Fértil (Oriente Próximo), es probable que varios pueblos de todo el mundo comenzaran a cultivar entre el 10 000 a. C. y el 7 000 a. C. La agricultura de subsistencia continúa hasta el día de hoy, y muchos agricultores rurales de África, Asia, América del Sur y otros lugares utilizan sus parcelas de tierra para producir alimentos suficientes para sus familias, mientras que los excedentes de producción se utilizan para intercambiarlos por otros bienes.
A lo largo de la historia registrada, las personas con capacidad adquisitiva han podido permitirse una dieta variada que incluía carne, verdura y fruta, pero para los pobres, la carne era un lujo y la comida que consumían consistía, por lo general, de productos básicos hechos de arroz, centeno, cebada, trigo, mijo o maíz. La adición de materia vegetal proporcionó algo de variedad a la dieta. La alimentación básica de los aztecas en Centroamérica era el maíz y cultivaban tomates, aguacates, frijoles, pimientos, calabazas, maní y semillas de amaranto para complementar sus tortillas y gachas. En Perú, los incas subsistían a base de maíz en las tierras bajas y patatas en las altitudes más elevadas. También utilizaron semillas de quinoa, complementando su dieta con pimientos, tomates y aguacates.
En la antigua China, el arroz era el cultivo básico en el sur y el trigo en el norte, este último convertido en albóndigas, fideos y panqueques. Las verduras que se usaban para acompañar estos incluían ñame, soja, habas, nabos, cebolletas y ajo. La dieta de los antiguos egipcios se basaba en el pan, a menudo contaminado con arena que les desgastaba los dientes. La carne era un lujo, pero el pescado abundaba. Estos iban acompañados de una variedad de vegetales que incluían calabacines, habas, lentejas, cebollas, puerros, ajos, rábanos y lechugas.
El pilar de la dieta griega antigua era el pan, que iba acompañado de queso de cabra, aceitunas, higos, pescado y, en ocasiones, carne. Las hortalizas cultivadas incluían cebollas, ajos, coles, melones y lentejas. En la antigua Roma, se hacía una papilla espesa de trigo o frijoles, acompañada de vegetales verdes pero poca carne, y el pescado no era apreciado. Los romanos cultivaban habas, guisantes, cebollas y nabos y comían hojas de remolacha en lugar de raíces.

## Producción

### Cultivo

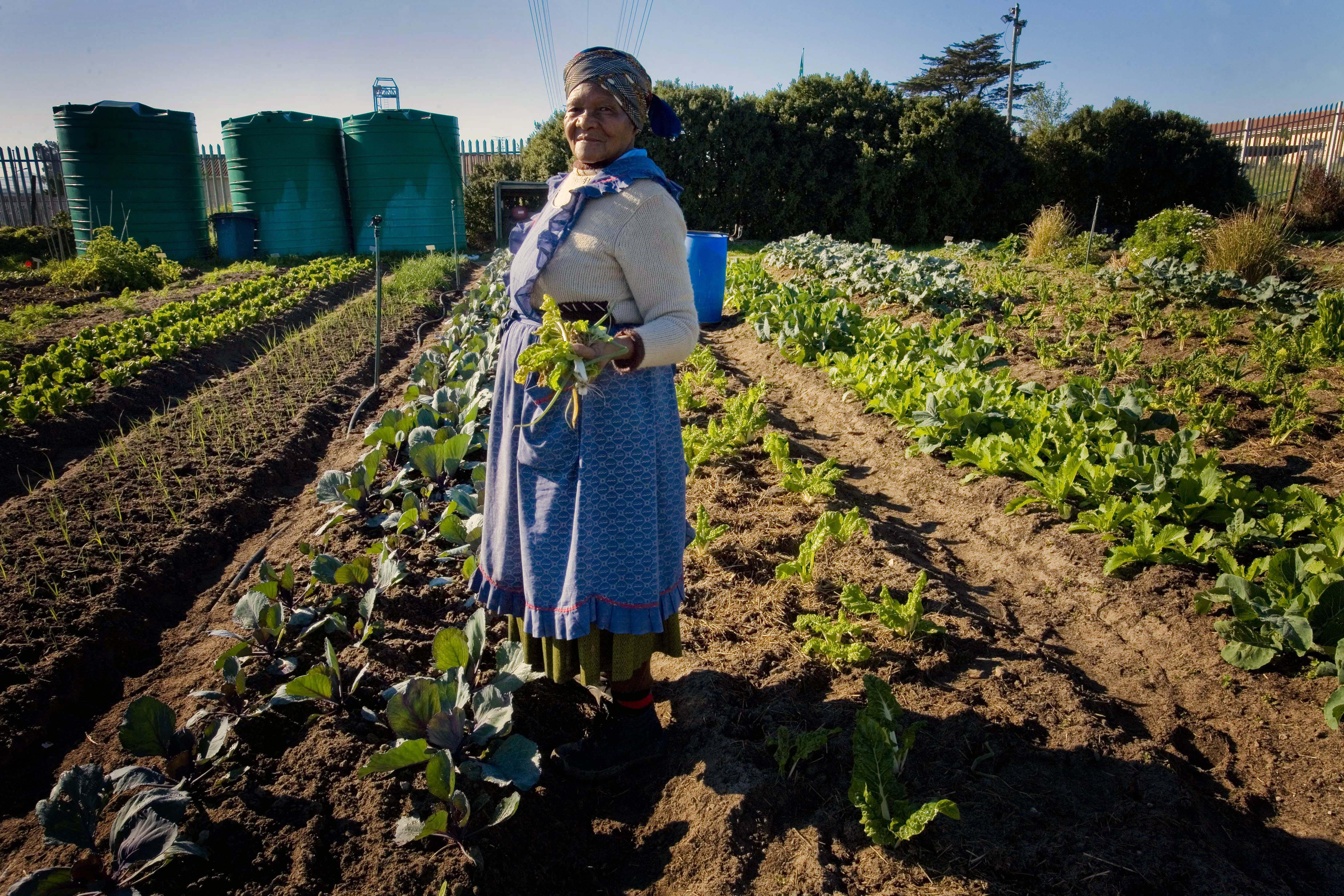
Crecimiento de vegetales en Sudáfrica.

La verdura ha formado parte de la dieta humana desde tiempos inmemoriales. Algunos son alimentos básicos, pero la mayoría son añadidos, que agregan variedad a las comidas y los nutrientes necesarios para la salud. Algunas hortalizas son perennes, pero la mayoría son anuales y bienales, y por lo general se cosechan dentro de un año de la siembra o la siembra. Cualquiera que sea el sistema que se utilice para cultivar, sigue un patrón similar: preparación del suelo aflojándolo, eliminando las malas hierbas y agregando abonos orgánicos o fertilizantes, sembrar semillas o plantar vegetales jóvenes, cuidar el cultivo mientras crece para reducir la competencia de las malezas, controlar las plagas y proporcionar suficiente agua, cosechar los productos cuando estén listos, clasificarlos, almacenarlos y comercializarlos.
Los diferentes tipos de suelo se adaptan a diferentes cultivos, pero en general en climas templados, los suelos arenosos se secan rápido pero se calientan rápidamente en la primavera y son adecuados para cultivos tempranos, mientras que las arcillas pesadas retienen mejor la humedad y son más adecuadas para cultivos tardíos. La temporada de crecimiento puede prolongarse mediante el uso de túneles de plástico o invernaderos. En las regiones más cálidas, la producción de hortalizas está limitada por el clima, especialmente el patrón de lluvias, mientras que en las zonas templadas, está limitada por la temperatura y la duración del día.
A escala doméstica, la pala y la azada son las herramientas preferidas, mientras que en las granjas comerciales se encuentra disponible una gama de equipos mecánicos. Además de los tractores, estos incluyen arados, rastras, sembradoras, trasplantadoras, cultivadores, equipos de riego y cosechadoras. Nuevas técnicas están cambiando los procedimientos de cultivo involucrados en el cultivo de hortalizas con sistemas de monitoreo por computadora, localizadores GPS y programas de autodirección para máquinas sin conductor que brindan beneficios económicos.

### Cosecha

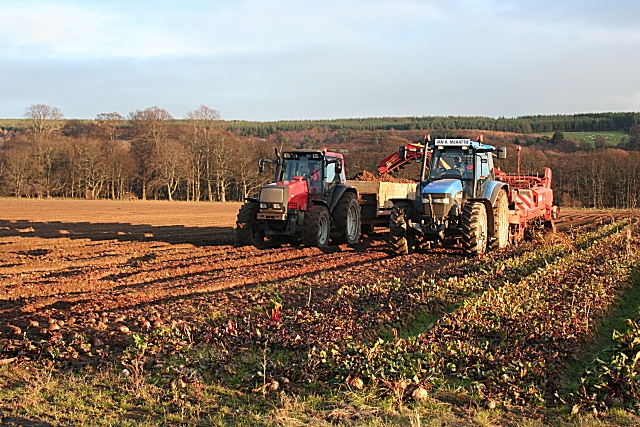
Cosecha de remolacha en el Reino Unido.

Cuando se cosecha la verdura, al cortarse, se la separa de su fuente de agua y alimento. Continúa transpirando y pierde humedad mientras lo hace, un proceso más notable en el marchitamiento de los cultivos de hojas verdes. La recolección de tubérculos cuando están completamente maduros mejora su posterior almacenamiento, pero, de forma alternativa, estos pueden dejarse en el suelo y cosecharse durante un período prolongado. El proceso de cosecha debe buscar minimizar los daños y magulladuras en el cultivo. Las cebollas y el ajo se pueden secar durante unos días en el campo y los cultivos de raíces como las patatas se benefician de un breve período de maduración en un entorno cálido y húmedo, durante el cual las heridas cicatrizan y la piel se engrosa y se endurece. Antes de la comercialización o el almacenamiento, es necesario realizar una clasificación para retirar los productos dañados y seleccionar los productos de acuerdo con su calidad, tamaño, madurez y color.

### Comercialización y distribución

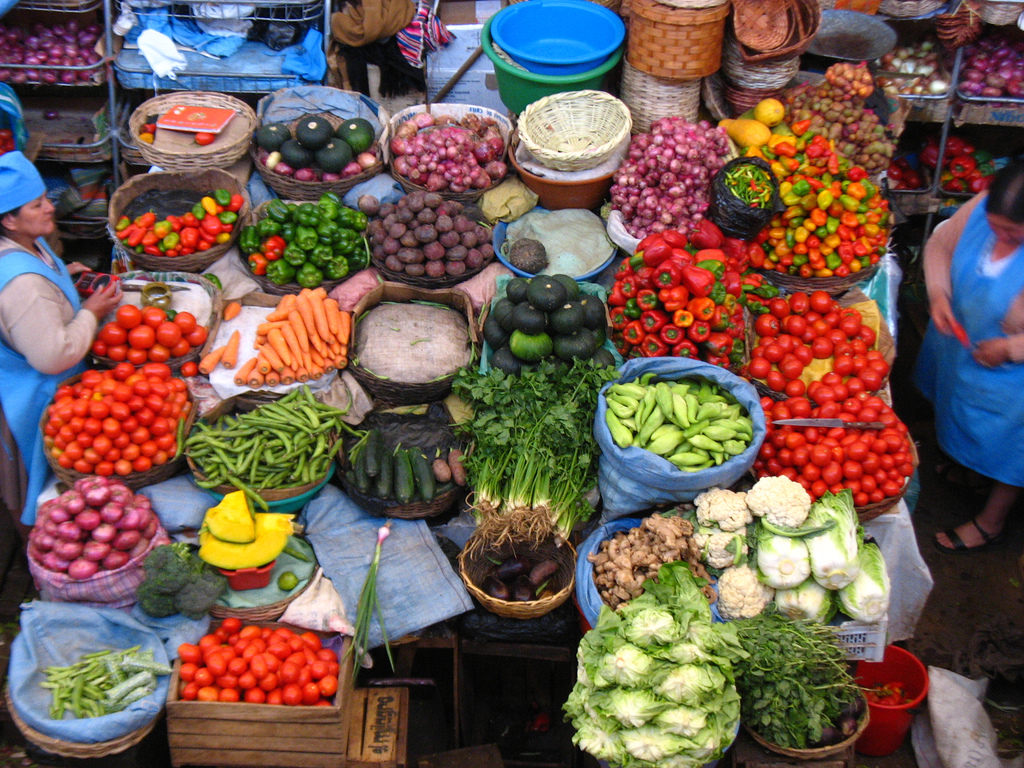
Variedad de verduras en un mercado de alimentos (Bolivia).

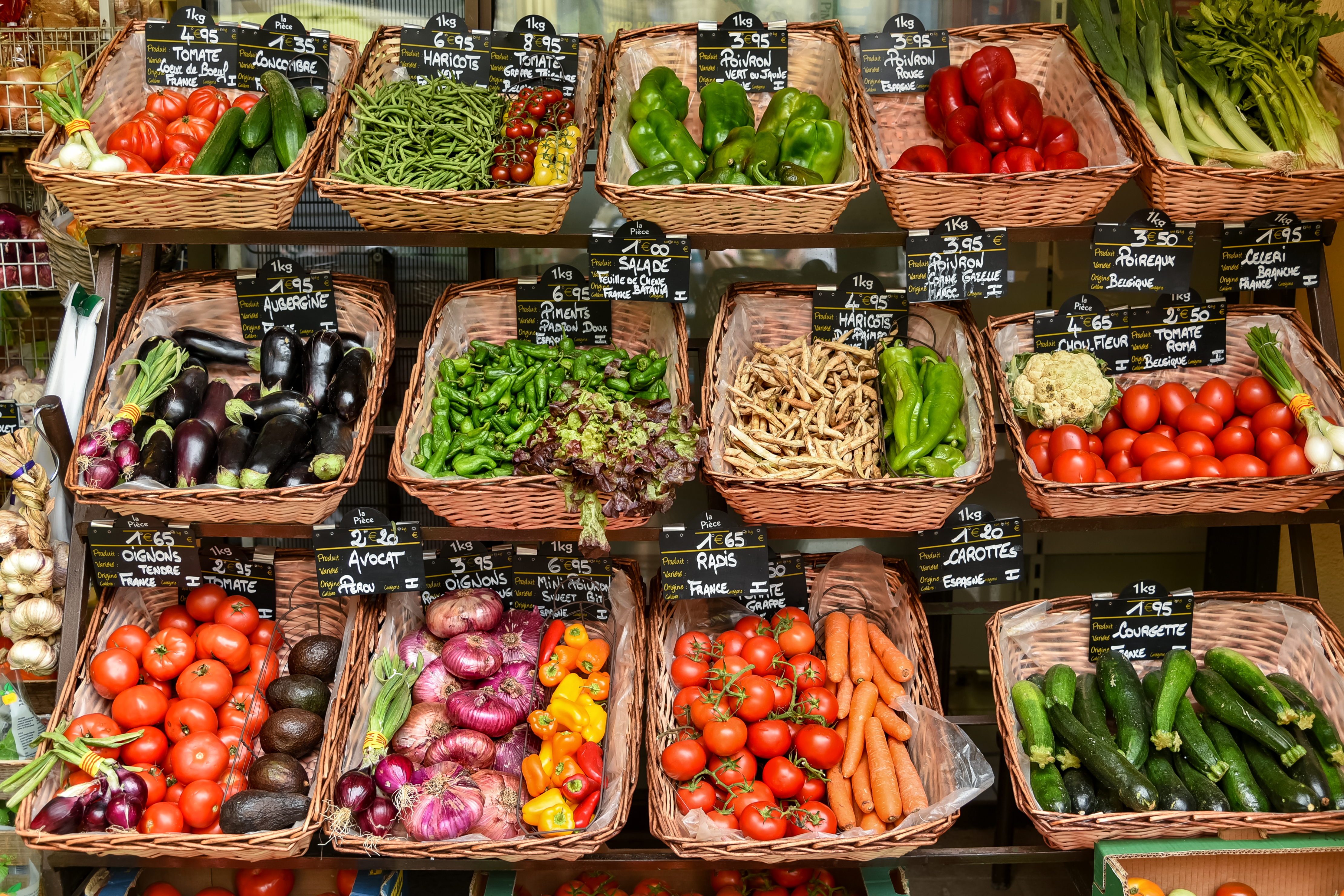
Puesto de verduras en Francia.

La comercialización se ha realizado desde antiguo en grandes mercados callejeros, plazas y lugares públicos. Lugar donde exponían a la venta los diferentes granjeros y agricultores de una región los productos vegetales y hortalizas procedentes de su cosecha. Los negocios de exposición eran generalmente familiares.
En estos casos la venta de la verdura estaba muy sujeta a la estacionalidad de las mismas, las condiciones climáticas, las técnicas del cultivo, etc. Tan solo estaba disponible para vender aquello que era posible cosechar y recolectar en cada época del año. Los mercados de verdura se solían encontrar en las cercanías de las iglesias y lugares de paso.
Hoy en día, en las grandes ciudades, es muy frecuente poder comprar la verdura en los supermercados, grandes superficies y mercados, las fruterías o tiendas especializadas en la venta de verdura son cada vez más escasas aunque continúan su labor en algunas ciudades.
La verdura dentro de un establecimiento se expone en cajas numeradas y correctamente identificadas. Generalmente se comercializan en una especie de autoservicio en el que el cliente elige la cantidad de mercancía con un guante de plástico higiénico y posteriormente la pesa asignándole un código de venta.

### Mayores productores
En 2010, China era el mayor productor de hortalizas, con más de la mitad de la cosecha mundial. India, Estados Unidos, Turquía, Irán y Egipto fueron los siguientes productores más importantes. China tenía la mayor superficie de tierra dedicada a la producción de hortalizas, mientras que los rendimientos medios más altos se obtuvieron en España y la República de Corea.
| País           | Área cultivada en miles hectáreas | Rendimiento en miles de kg/ha | Producción en miles de toneladas |
| -------------- | --------------------------------- | ----------------------------- | -------------------------------- |
| China          | 23,458                            | 230                           | 539 993                          |
| India          | 7,256                             | 138                           | 100 045                          |
| Estados Unidos | 1,120                             | 318                           | 35 609                           |
| Turquía        | 1,090                             | 238                           | 25 901                           |
| Irán           | 767                               | 261                           | 19 995                           |
| Egipto         | 755                               | 251                           | 19 487                           |
| Italia         | 537                               | 265                           | 14 201                           |
| Rusia          | 759                               | 175                           | 13 283                           |
| España         | 348                               | 364                           | 12 679                           |
| México         | 681                               | 184                           | 12 515                           |
| Nigeria        | 1844                              | 64                            | 11 830                           |
| Brasil         | 500                               | 225                           | 11 233                           |
| Japón          | 407                               | 264                           | 10 746                           |
| Indonesia      | 1082                              | 90                            | 9 780                            |
| Corea del Sur  | 268                               | 364                           | 9 757                            |
| Vietnam        | 818                               | 110                           | 8 976                            |
| Ucrania        | 551                               | 162                           | 8 911                            |
| Uzbekistán     | 220                               | 342                           | 7 529                            |
| Filipinas      | 718                               | 88                            | 6 299                            |
| Francia        | 245                               | 227                           | 5 572                            |
| Total mundial  | 55 598                            | 188                           | 1 044 380                        |

## Pigmentación

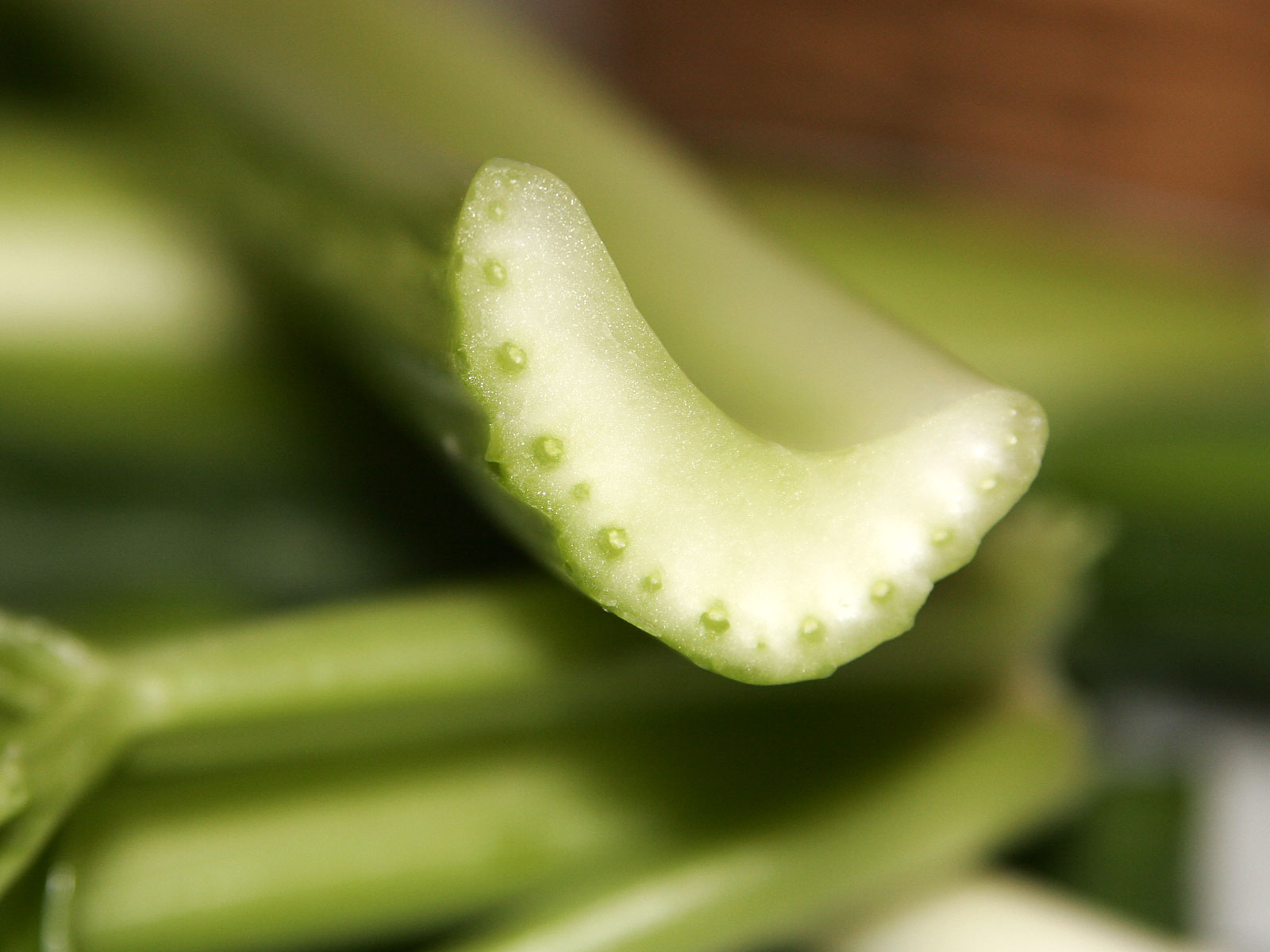
Corte de un tallo de apio.

El color de la verdura indica el contenido de alguna sustancia característica, lo habitual es que predomine el color verde debido a la presencia de un pigmento natural verde denominado clorofila. La clorofila se puede ver afectada fácilmente por el pH de las sustancias de la planta y por esta razón puede variar el color desde el verde oliva que revela la existencia de medios ácidos hasta el verde brillante de los medios alcalinos. (Es lo que ocurre al cocinar guisantes y judías verdes con un poco de bicarbonato que se logran colores más brillantes). Algunos de los ácidos presentes en la verdura se liberan durante la cocción, particularmente si se cuecen sin la tapadera.
Si se observan otros colores como el amarillo/naranja en fruta o verdura se debe a la presencia de carotenoides, que se ven afectados igualmente por los procesos de cocinado o de cambios en el pH. El color amarillo también se debe a la xantofila, especialmente si es de tono poco subido.
El rojo/azul de algunas especies de frutas y verduras (como los zarzamoras y remolachas) se deben a la presencia de una sustancia química natural denominada antocianina, pigmento natural sensible a los cambios de pH. Cuando el pH es neutro, los pigmentos son de color púrpura, al llegar a ácido, se ponen de color rojo, y al llegar a un valor alcalino, azul. Todos estos pigmentos son muy solubles en agua.

## Usos

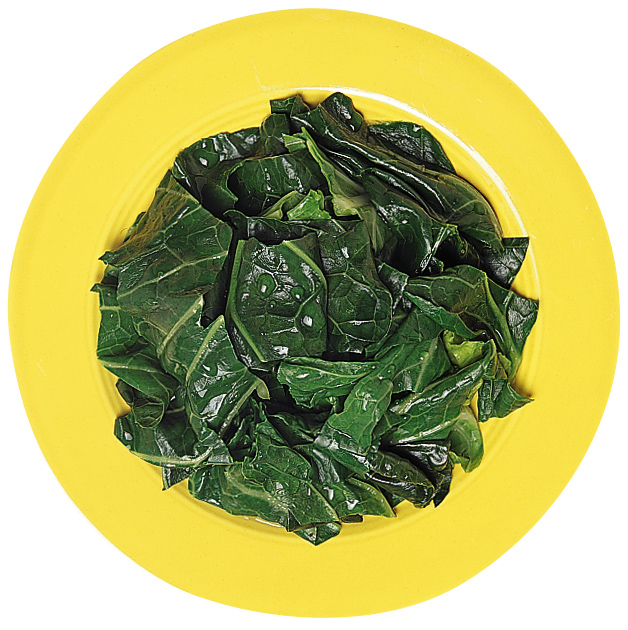
Plato de espinacas.

### Culinarios

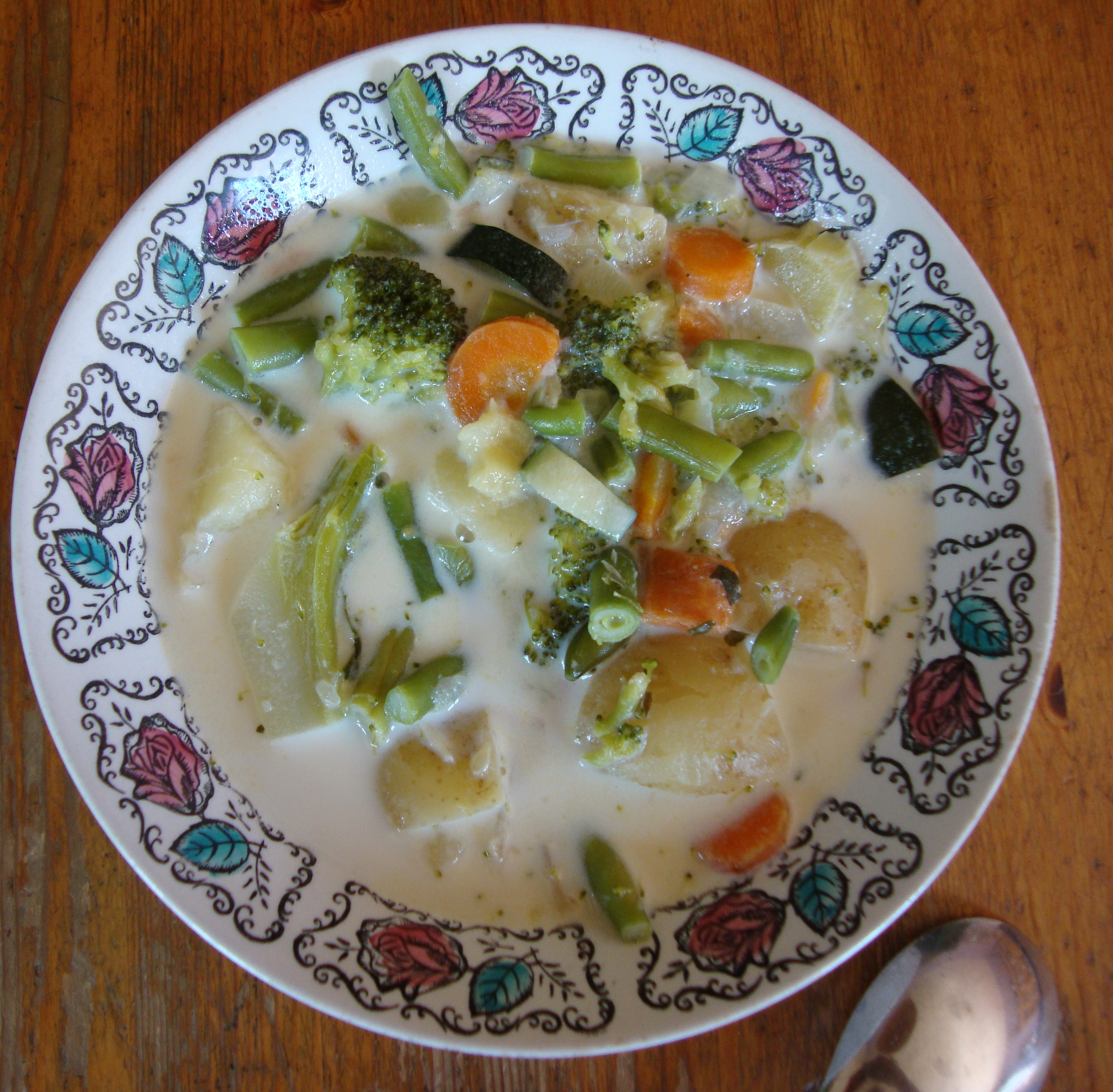
Kesäkeitto, una sopa de verduras finlandesa.

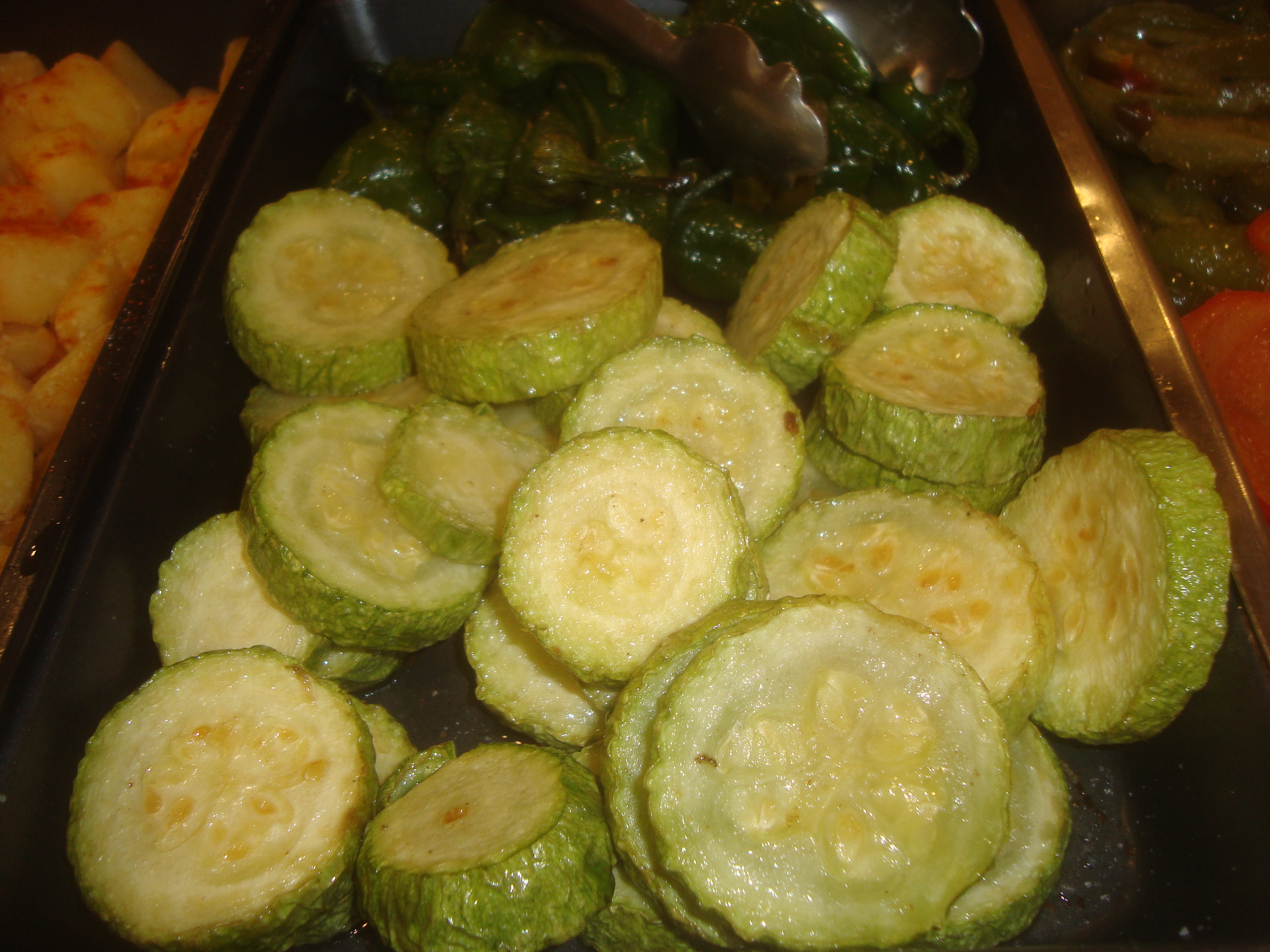
Calabacín frito para guarnición.

Los usos culinarios de la verdura son muy diversos en las diferentes cocinas del mundo:
- Se pueden encontrar crudas en diversas ensaladas, aliñadas con vinagre y aceite y acompañadas con los ingredientes más diversos. Como aperitivo en la cocina francesa se toman las crudités y en Rumanía como Zacuscă, como salsa coleslaw en los sándwiches o simplemente crudas.
- Se pueden encontrar cocidas de diversas formas: desde las técnicas al vapor (aconsejables para mantener sus propiedades nutritivas), pasando por la olla de presión o simplemente pochadas. A veces en la cocción se añade un medio ácido (zumo de limón o vinagre) que ayuda a preservar las vitaminas.
- Se pueden preparar sopas calientes (sopa de verduras o la sopa de guisantes) o sopas frías como: gazpacho o la vichyssoise.
- Se pueden comer asadas a la parrilla acompañadas de carne, o asadas a la sartén, o también horneadas sin pelar (escalivada) o al gratén.

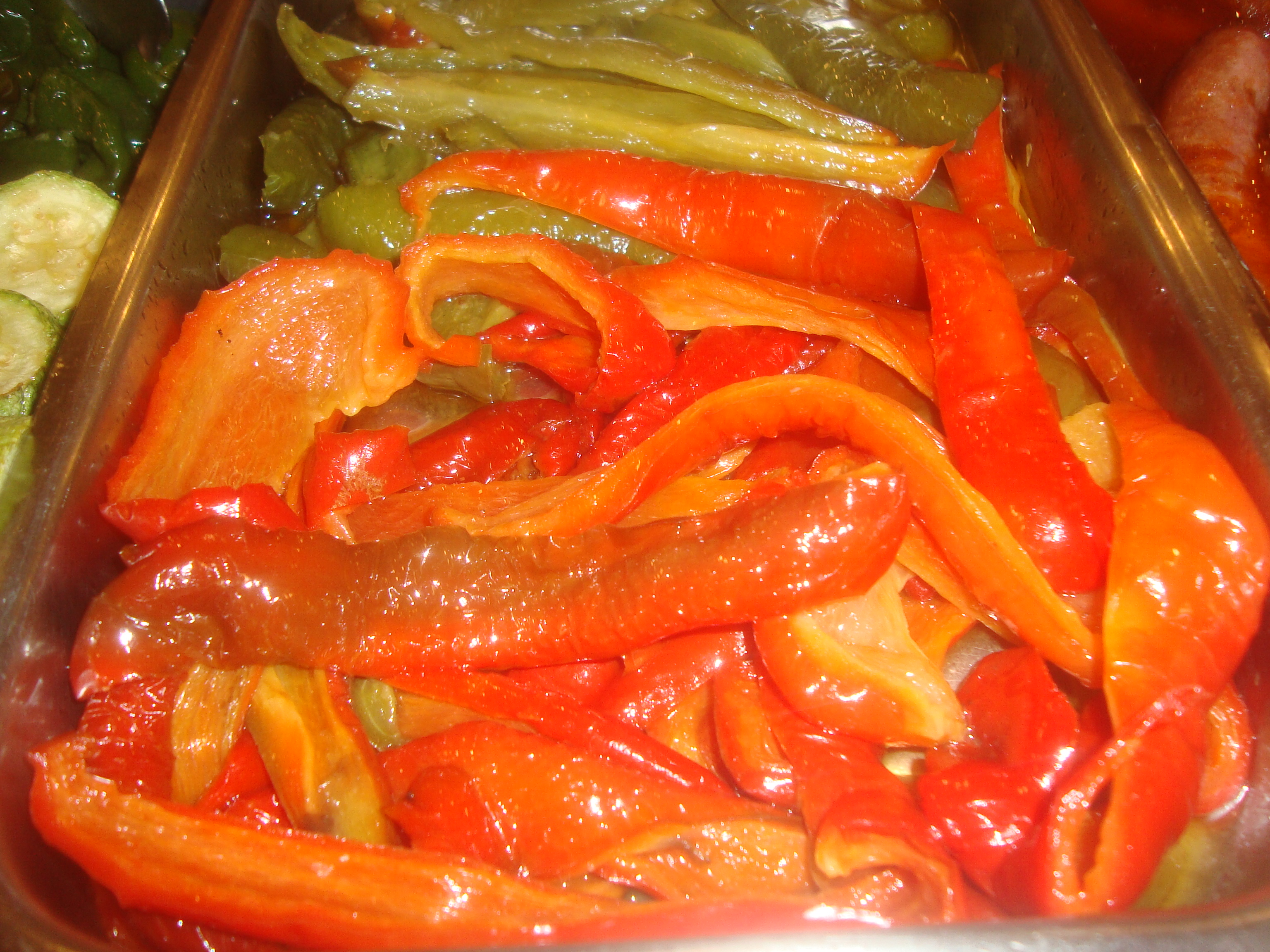
Pimientos rojos y verdes fritos para guarnición.

- Pimientos rojos y verdes fritos para guarnición.Se pueden tomar licuadas, en zumo de verduras (un ejemplo puede ser el zumo de zanahoria).

### Conservas
Para poder conservar durante más tiempo la disponibilidad de la verdura, se procesan en conservas, secas al aire, en fermentación (como el sauerkraut de la cocina alemana o el kimchi de cocina coreana), los encurtidos (pepinillos en vinagre), en salazón, etc.
La verdura puede servir de acompañamiento o guarnición a los platos principales. La verdura se puede preparar entera o cortada con un cuchillo o tajadera (se emplean incluso mandolinas); existen diferentes formas de cortarla: en juliana (en dedos largos), en brunoise (en pequeños dados), en chiffonade (se enrollan varias hojas y se cortan en forma transversal —anillos— con un grosor de unos 5 mm), noissette (pequeñas bolitas de pulpa).

## Nutrición

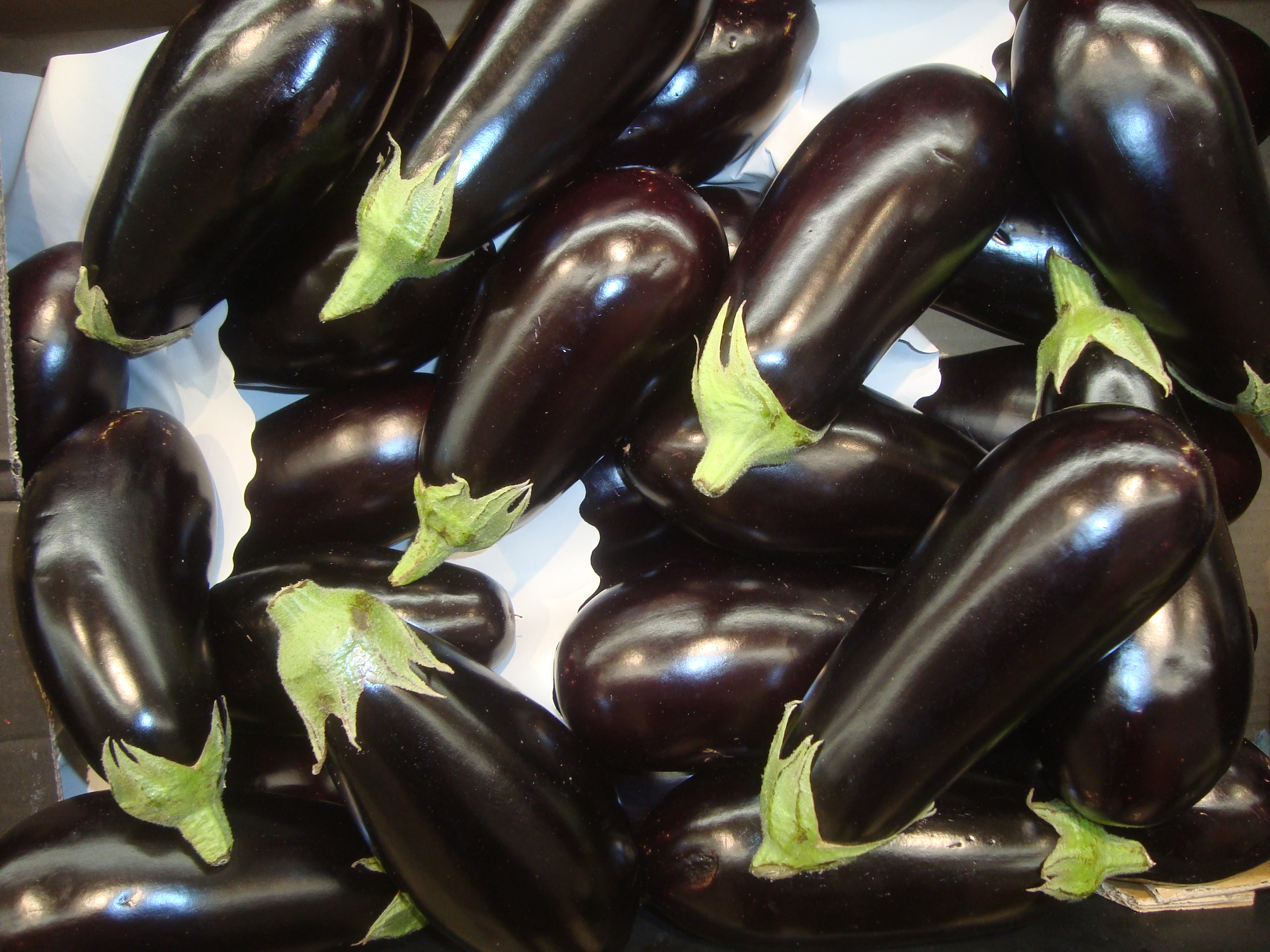
Berenjenas negras.

La verdura posee un alto contenido en agua (entre el 85-95 %) y fibra (1-4 g por 100 g), así como un bajo contenido de proteína y de grasa. Su contenido calórico es relativamente bajo: desde 20 kcal/100 g de los espárragos hasta 60 kcal/100 g de las habas.
Las vitaminas que aportan son principalmente la vitamina A (en forma de betacaroteno) y la vitamina C. Luego contienen minerales y fibra (celulosa, hemicelulosa y lignina), el 80 % restante es agua. Entre sus minerales, aportan gran proporción de calcio, entre 50-150 mg /100 g (acelgas, lechuga, espinacas).
Una de las vitaminas más destacables que aportan la verdura es la vitamina B9 o ácido fólico, que solamente se encuentra en abundancia en los vegetales.
La verdura es muy saludable, porque aporta muchos micronutrientes que actúan sinérgicamente como antioxidantes y su consumo ejerce un efecto protector frente a ciertas enfermedades crónicas, cardiovasculares y determinados tipos de cáncer.
La verdura se encuentra en el segundo nivel fundamental de la pirámide de los alimentos. Además de aportar micronutrientes, aporta hidratos de carbono de absorción lenta y fibra dietética. Debe ingerirse de cinco a seis porciones de verdura al día; una porción de verdura equivale a media taza de vegetales verdes cocinados, o una enlatados, o una patata, o una zanahoria.

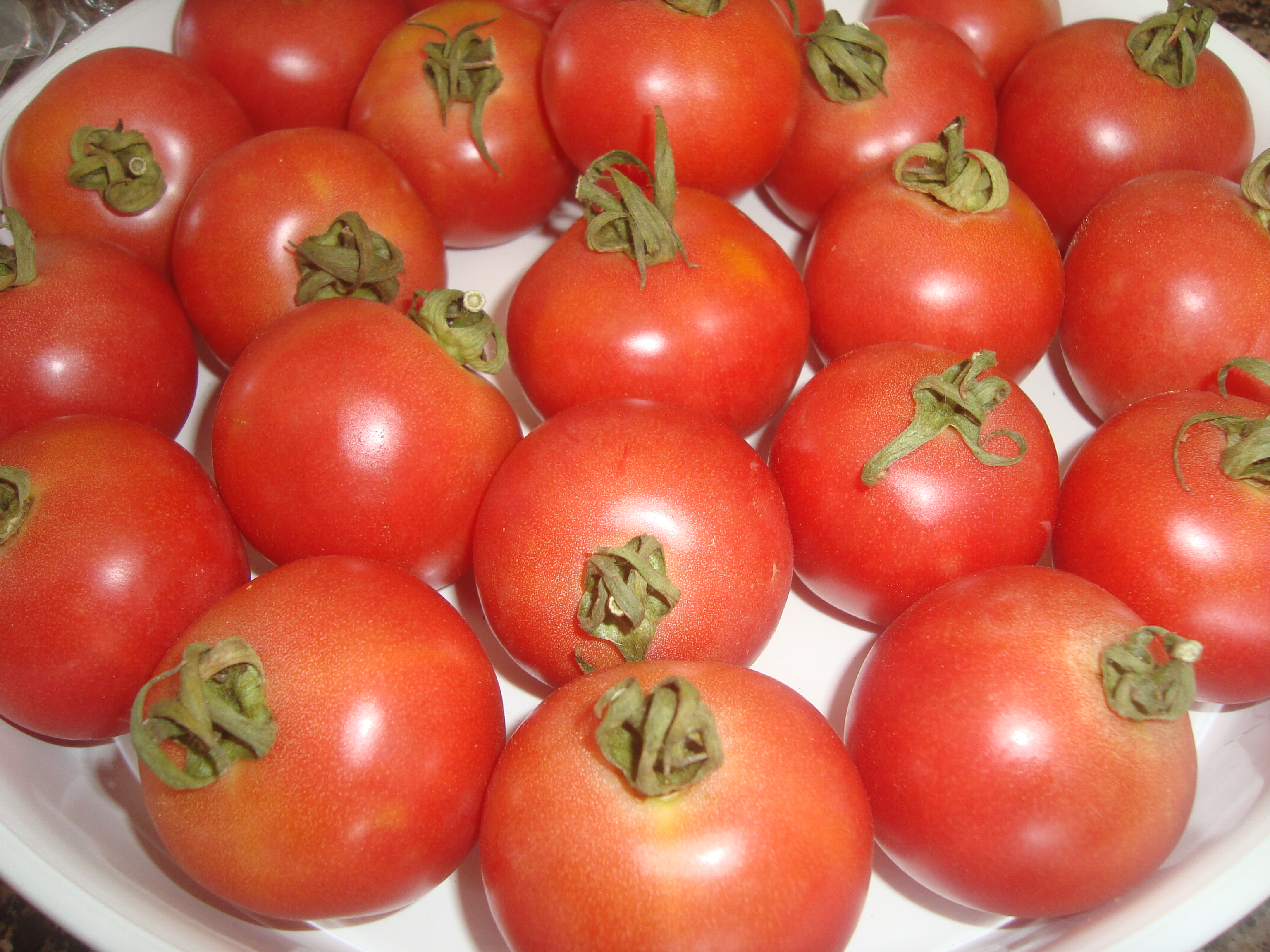
Tomates de colgar (Castellón, España).

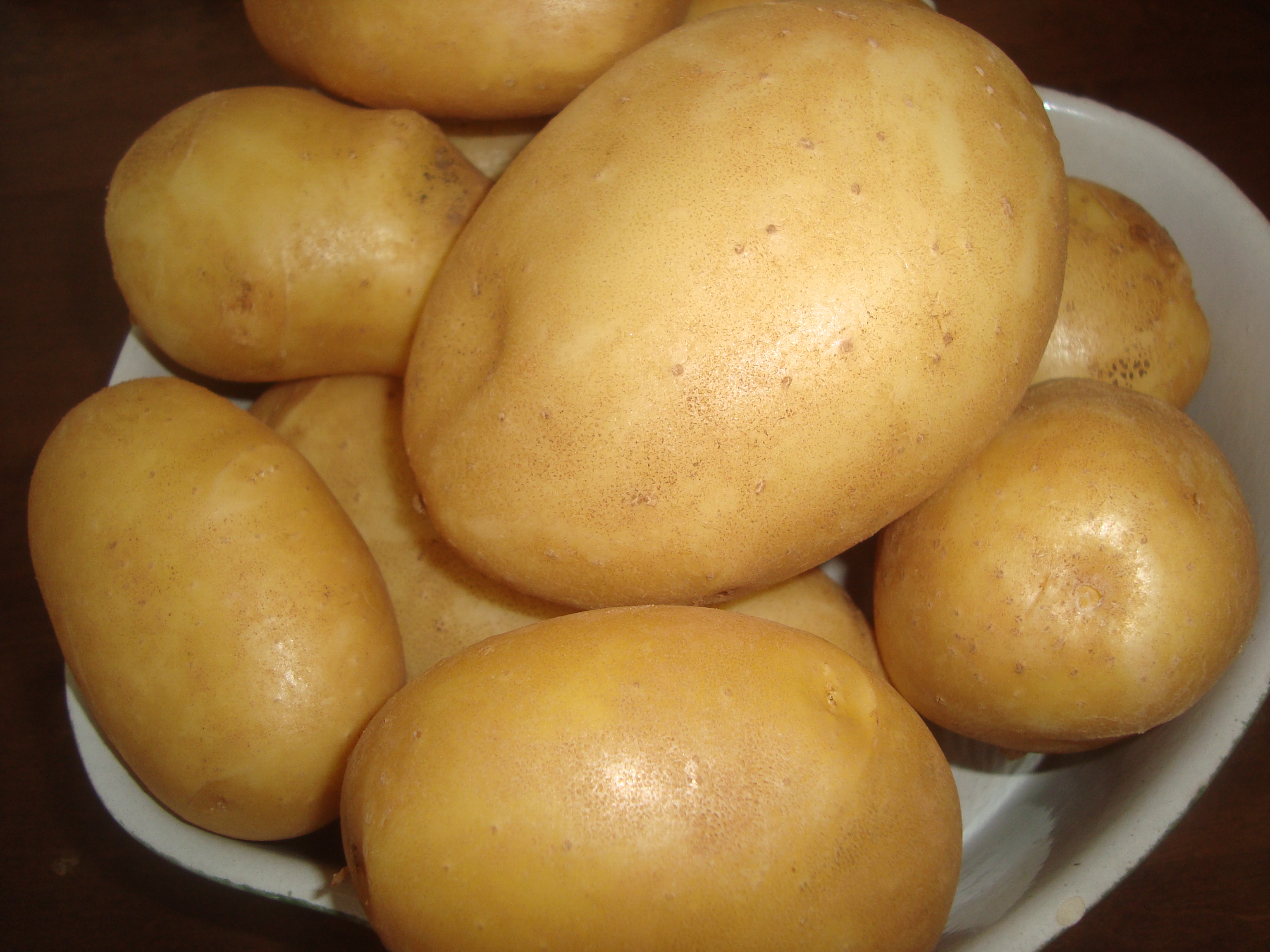
Patatas de cultivo ecológico, agricultura familiar.

| Por 100 g de producto fresco | agua g | energía cal | carbohidratos g | proteína g | lípidos g | calcio(Ca) mg | caroteno mg | vitamina C mg | fibra g |
| ---------------------------- | ------ | ----------- | --------------- | ---------- | --------- | ------------- | ----------- | ------------- | ------- |
| Alcachofa                    | 85     | 40          | 7,6             | 2,1        | 0,1       | 47            | 0,1         | 8             | 2       |
| Berenjena                    | 92     | 20          | 3,5             | 1,0        | 0,2       | 12            | 0,03        | 4             | 2,5     |
| Remolachas                   | 86     | 40          | 8,4             | 1,3        | 0,1       | 20            | 0,05        | 10            | 2,5     |
| Zanahoria                    | 90     | 37          | 6,7             | 1,0        | 0,2       | 31            | 7           | 10            | 3       |
| Calabacín                    | 94,5   | 15          | 3               | 0,9        | 0,2       | 12            | 0,27        | 7             | 1,1     |
| Espinacas                    | 92     | 17          | 1,3             | 2,7        | 0,2       | 105           | 4           | 48            | 2,7     |
| Endivia (achicoria)          | 95     | 12          | 2,4             | 1,1        | 0,1       | 49            | 0,1         | 7             | 2,2     |
| Lechuga                      | 94,5   | 10          | 1,3             | 0,9        | 0,1       | 17            | 0,6         | 8             | 1,5     |
| Nabo                         | 93     | 26          | 3,2             | 0,9        | 0,1       | 34            | 0,02        | 28            | 2       |
| Cebolla                      | 89     | 37          | 7               | 1,3        | 0,2       | 30            | 0,01        | 8             | 2,1     |
| Soja                         | 41,6   | 8,5         | 30              | 38         | 20        | 280           | 140         | 6             | 15      |
| Perejil                      | 83     | 28          | 1,5             | 4,4        | 0,4       | 200           | 7           | 170           | 6       |
| Patatas                      | 77     | 85          | 19              | 1,7        | 0,1       | 7             | 0           | 10            | 2,1     |
| Puerro                       | 90     | 25          | 4               | 0,8        | 0,1       | 38            | 0,5         | 18            | 3,5     |
| Tomate                       | 94     | 15          | 3               | 0,8        | 0,1       | 9             | 0,6         | 18            | 1,2     |

## Higiene
La verdura forma parte de la alimentación humana; por este motivo, deben mantenerse ciertas normas de higiene básicas en su manipulación. La verdura debe enjuagarse con agua limpia de forma que se elimine la mayor parte de la suciedad, eliminando cuando sea posible las hojas o partes exteriores de las mismas. No se debe emplear lejías ni productos agresivos que puedan modificar sus sabor (hay que pensar que el cocinado ya elimina la mayoría de las bacterias y microorganismos existentes en ellas). Se deben eliminar del grupo aquella verdura estropeada o que presente un avance de hongos. Al manipular verdura no debe cortarse esta en la misma tabla de cortar donde se ha manipulado carne.

## Conservación y almacenamiento

### Medios refrigerados
La verdura ha tenido siempre un período de conservación de varios días en un medio refrigerado (a una temperatura de 8 °C), el tiempo depende principalmente del tipo de verdura (máximo una semana). Hay que ser consciente de que la verdura y la fruta maduras son muy susceptibles de recibir invasión de microorganismos tóxicos. Durante el almacenaje en este medio se debe poner la verdura en bolsas agujereadas o con láminas de aluminio y evitar que el envase sea hermético.

### Congelación
Se puede prolongar su tiempo de consumo mediante congelación en cámaras especiales (en este caso pueden llegar hasta 12 meses de conservación). El congelado no erradica el Clostridium botulinum en los alimentos de bajo nivel de acidez, como la verdura, lo que sí es cierto es que a partir de 0 °C la bacteria deja de emitir toxinas botulínicas causantes del botulismo.
El congelado de verdura no destruye las enzimas existentes en los tejidos de esta, aunque estas enzimas suelen degradarse si previamente a la congelación se escaldan (eliminando así también la existencia de microorganismos). El congelado de verdura afecta mucho a la textura debido al contenido de agua de sus tejidos; estos cambios son menos notables en verdura como los guisantes (se dice que mejoran su sabor con el congelado) y las judías verdes.

### Envasado/enlatado
La verdura se puede conservar también en liofilización (al vacío) o puede ponerse en diferentes tipos de conservas. Suele emplearse para su enlatado tanto recipientes de vidrio como de latón.
La verdura previamente a su introducción en la conserva se escalfan para reducir la actividad enzimática. En la conservación se emplean diferentes medios: en vinagre, aceite o sal. La actividad de envasado ha sido en la Antigüedad una tarea casera, se ha conservado desde la propia verdura: pimiento del piquillo, hasta platos como la menestra de verduras.

## En la cultura

### Tabú alimenticio
Existen estudios que indican pocas incidencias a lo largo de las culturas de todo el mundo de considerar como alimento tabú a la verdura. Mientras la mayoría de las sociedades asocian los tabúes al consumo de determinadas carnes, los tabúes basados en plantas son raros y existen solo en pequeñas etnias muy bien conocidas. Además se produce una distinción en sexos: existen alimentos que son tabús para hombres (y no para mujeres), y viceversa. Muy pocos autores mencionan los alimentos tabú basados en verduras o plantas y muchos de ellos afirman que el alimento tabú es solo con carne, rechazando la existencia de tabús alimentarios basados en plantas. En las culturas occidentales se han asociado los tabús de plantas a la sexualidad, en algunos periodos de la historia no se ha considerado tabú y era considerado sin embargo como afrodisíaco.

### En la filosofía
Un ejemplo histórico de aversión al consumo de verdura es el del matemático griego Pitágoras de Samos: tanto él como sus seguidores «pitagóricos» (al igual que los órficos) hicieron de las habas un ejemplo de tabú alimentario. La existencia de este tabú ya está mencionada por fuentes antiguas como Aristóteles. El origen del tabú puede haber sido la creencia en la reencarnación y la migración de las almas, dentro de la creencia de los pitagóricos.